# Manuka
De manuka (Leptospermum scoparium) is een kleine boom of struik uit de mirtefamilie. De plant komt van oorsprong uit Nieuw-Zeeland en het zuiden van Australië. De naam tea tree (= theeboom) werd aan de boom gegeven door James Cook, die de blaadjes gebruikte om een theeachtige drank van te zetten. 
Een manuka wordt gemiddeld 2 tot 5 meter hoog, maar kan onder gunstige omstandigheden ook 15 meter hoog worden. De boom is groenblijvend. De bloemen van de manuka zijn doorgaans wit, maar soms ook roze.
De manuka is vooral bekend van het feit dat de producten gemaakt van deze boom een grote antibacteriële werking hebben. De Maori gebruikten de boom reeds als natuurlijk medicijn. Tegenwoordig worden onder andere manukahoning en theeboomolie geproduceerd van delen van de boom.

## Herkomst
Hoewel de manukaplant nu wordt gezien als een van de belangrijkste planten van Nieuw-Zeeland, stond hij voor het grootste deel van de 20e eeuw bekend als vervelend onkruid. Voornamelijk boeren hadden veel problemen met deze plant. Toen de plant werd bedreigd door een schimmel, werd dit gezien als een zege. Er waren zelfs geïnfecteerde bomen te koop om de verspreiding van de schimmel te helpen. 
Na periodes van onderzoek, is de relatie tussen Nieuw-Zeelanders en manuka echter bijna compleet omgedraaid. Door de robuustheid van de plant, is deze geschikt voor de meest uiteenlopende natuurlijke omstandigheden en bieden ze schaduw en beschutting voor de minder robuuste flora en fauna. Dit is tevens de reden dat manuka wordt ingezet bij het behoud en de ontwikkeling van natuurgebieden.

## Bosbranden
De manukaplant en vuur kunnen goed met elkaar overweg. De plant heeft zich namelijk aangepast aan de extreme omstandigheden van bosbranden die in zijn leefgebied veel voorkomt. Wanneer de capsules die de manukazaden bevatten worden blootgesteld aan intense warmte, rook en/of vuur, springen deze open en verspreiden de zaden over de zojuist kaalgebrande grond. In prehistorisch Nieuw-Zeeland kwamen bosbranden zeer zelden voor, maar toen de Maori in Nieuw-Zeeland aankwamen, werden grote delen van de begroeiing weggehaald door middel van vuur. Hierdoor vierde de manukaboom hoogtijdagen. Tegenwoordig is manuka overal in Nieuw-Zeeland terug te vinden, de lage gebieden, de berggebieden, van het noordelijkste puntje op Cape Reinga tot aan Stewart Island.

## Toepassingen
De eerste toepassing van manuka is ontstaan op een van de reizen van James Cook, de ontdekker van Nieuw-Zeeland. Zijn bemanning gebruikte de bladeren van de manuka om thee van te maken. De kolonisten uit Europa hebben deze toepassing ook gebruikt en gaven de struik de (nog steeds bekende) naam "tea tree". Naast de manukastruik, wordt deze naam ook gebruikt voor de habitueel vergelijkbare Kanuka-struik. James Cook gebruikte de bladeren van de manukastruik tevens om bier van te brouwen.
Manukahoning, dat wordt gemaakt van de bloemen van de manukastruik, wordt gezien als een superfood met hoge antibacteriële werking. Er wordt veel onderzoek gedaan naar de medische werking van de manukahoning en de vele toepassingen hiervan. De manukahoning wordt in grote hoeveelheden geëxporteerd. 
Ook etherische olie dat wordt gewonnen uit de bladeren, wordt veelvuldig gebruikt en vormt de basis voor veel medische en cosmetische toepassingen.  
Het hout van de manukastruik wordt ook voor veel toepassingen gebruikt zoals meubels, huizen, kano’s en gereedschap. Het is een harde houtsoort en is goed bewerkbaar. Het zaagsel van het hout van de manukastruik wordt gebruikt voor extra smaak bij het roken van vlees en vis.

## Maori
Hoewel Nieuw-Zeelanders in het verleden niet altijd heel positief waren over de manuka, is de plant voor de Māori altijd belangrijk geweest. De manuka werd door de Māori voor veel verschillende dingen gebruikt, waaronder als voedsel, medicijn en om gereedschap en kunst van te maken. Voornamelijk aan de genezende werking van de manuka werd veel waarde gehecht. De bladeren werden gebruikt om koorts tegen te gaan en balsem tegen brandwonden en de hoest werd gemaakt van de manuka. De schors van de manuka werd door de Māori ingezet als pijnstiller, mondwater, tegen diarree en voor het verlagen van koorts.